# Fuente Aretusa

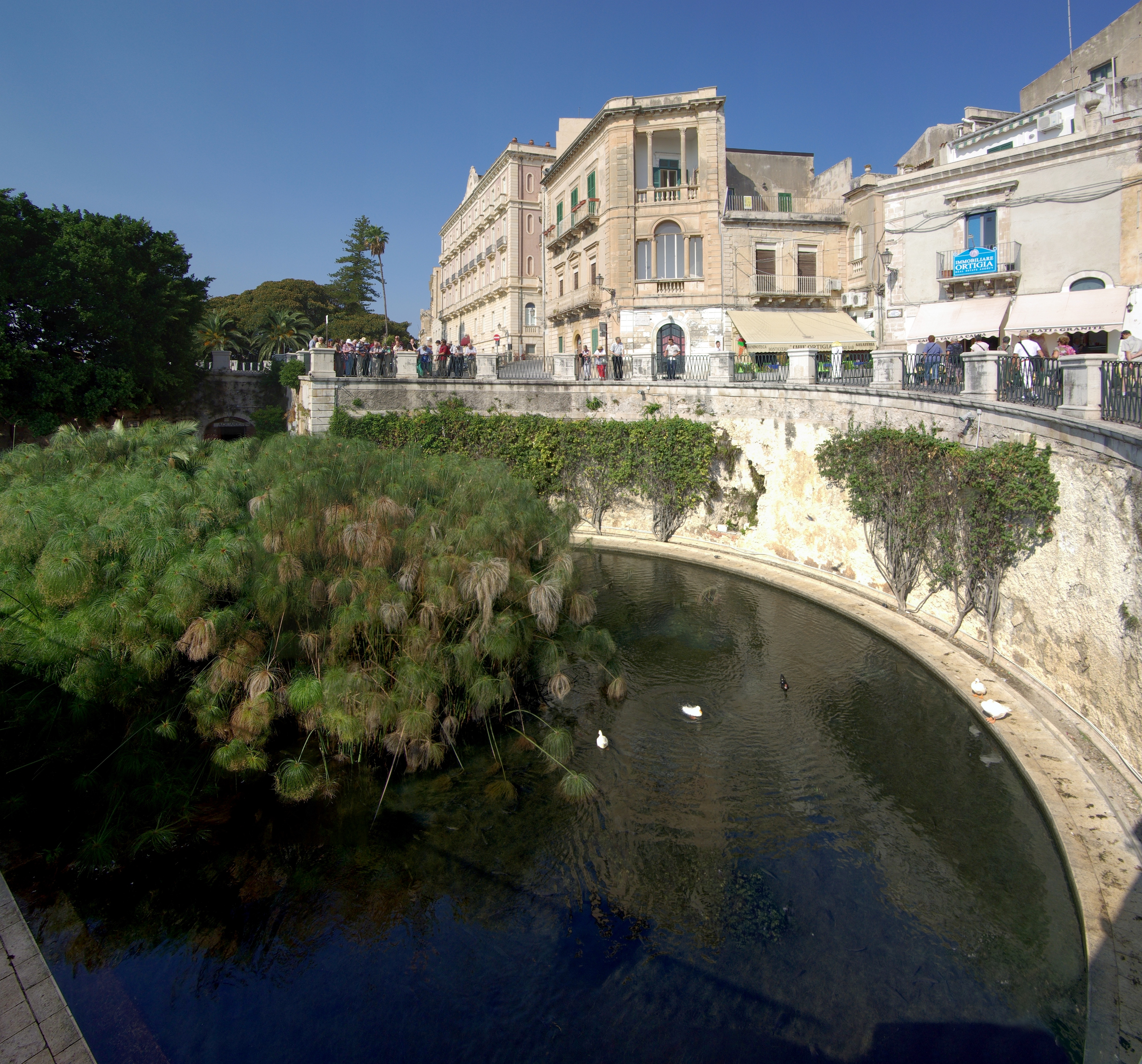
Fuente de Aretusa con plantas de papiro.

La Fuente Aretusa (en italiano: Fonte Aretusa, en griego antiguo: Ἀρέθουσα ) es un manantial natural en la isla de Ortigia en el centro histórico de la ciudad de Siracusa en Sicilia. Según la mitología griega, esta fuente de agua dulce es el lugar donde la ninfa Aretusa, patrona de la antigua Siracusa, regresó a la superficie terrestre tras escapar de su hogar submarino en Arcadia. En la fuente se desarrolla la leyenda de Aretusa y Alfeo, uno de los mitos más fascinantes de Siracusa.

## Historia
La tradición, recogida por Pausanias, cuenta que Arquias, antes de partir para fundar la colonia, interrogó al oráculo de Delfos, quien le respondió: «Una pequeña isla, Ortigia, en medio del sombrío mar se alza, frente a la Trinacria, donde brota la desembocadura de Alfeo, mezclada con el bello manantial de Aretusa».

## Literatura
La fuente se menciona en varias obras literarias, por ejemplo en la elegía pastoral de John Milton Lycidas (l. 85) y su mascarada Arcades, así como en la sátira de Alexander Pope The Dunciad' (Libro 2, l. 342) y en el poema en verso blanco de William Wordsworth El Preludio (Libro X, l. 1033). Estos escritores habrían conocido la fuente por referencias en antiguas fuentes romanas y griegas, como las 10.ª Égloga de Virgilio (l. 1) y el poema pastoral de Teócrito Idilios (I, l. 117). Virgilio considera a la ninfa epónima como la divinidad inspiradora de la poesía bucólica o pastoral. En Moby-Dick, Herman Melville escribe que se decía que las aguas de la fuente procedían de Tierra Santa.